# 铜辉尾蜂鸟
铜辉尾蜂鸟（学名：Metallura theresiae），是雨燕目蜂鸟科的一种鸟类。
铜辉尾蜂鸟体重约4.9克，翼长约58.3毫米，嘴峰长约17.1毫米，喙宽度约1.4毫米，喙厚度约2.1毫米，跗蹠长约5.3毫米，尾长约38.7毫米。铜辉尾蜂鸟在其分布区内为留鸟，其栖息在半开放的高大树木组成的森林中，食性为草食性，主要食物来源是植物的花蜜。

## 亚种
- [4]